# Вильгельм (маркграф Хахберг-Заузенберга)
Вильгельм фон Хахберг-Заузенберг (11 июля 1406 — 15 августа 1482, Мотье) — маркграф Хахберг-Заузенберга в 1428—1441 годах. 21 июня 1441 года отрёкся в пользу своих сыновей, Рудольфа IV и Хуго. Поскольку в то время они оба были несовершеннолетними, его двоюродный брат граф Иоганн Фрайбург-Невшательский стал их регентом.

## Биография
Вильгельм был сыном маркграфа Хахберг-Заузенберга Рудольфа III и его второй жены Анны фон Фрайбург-Нойенбург. Он был женат на Елизавете, дочери графа Вильгельма VII фон Монфор-Брегенц. Они развелись в 1436 году из-за расточительного образа жизни Вильгельма. У них было по меньшей мере трое детей: два сына, Рудольф IV и Хуго, и дочь Урсула, которая стала второй женой графа Якоба Трухссеса из Вальдбурга.
Вильгельм жил на широкую ногу и постоянно брал в долг. Родственники его жены даже потребовали, чтобы он не закладывал никакие активы из её приданого без их согласия. В 1432 году он приобрёл Эфринген, Кирхен, Аймельдинген, Хольцен и Нидереггенен. За время правления Вильгельм расширил замок Заузенбург.
Через своего двоюродного брата, графа Иоганна, Уильям получил доступ ко двору герцога Бургундского в Дижоне. Во время Ферраро-Флорентийского собора он был посредником между Австрией и Бургундией, а позднее — посредником между Бургундией и Францией. В 1432 году протектор Совета герцог Вильгельм III Баварский назначил Вильгельма исполняющим обязанности главы. В 1434 году герцог Филипп III Бургундский назначил его советником и камергером.
В 1437 году герцог Австрии назначил его губернатором австрийских владений в Сундгау, Эльзасе и Фрайбурге. Как губернатор Передней Австрии, он был вовлечён в войну между императором Фридрихом III и Швейцарским союзом. После того как в 1443 году швейцарцы одержали победу над австрийцами в битве при Сен-Якобе-на-Зиле, император отправил Вильгельма к французскому королю Карлу VII с просьбой о помощи. Франция отправила 40 тысяч наёмников, так называемых арманьяков.
Поскольку Вильгельм постоянно был в долгах и давление его кредиторов возрастало, он в конце концов понял, что сможет сохранить свои наследственные земли в семье только отрёкшись от престола в пользу своих сыновей.